# E.G. Records
EG Records war ein (zunächst unabhängiges) britisches Tonträgerunternehmen, das von 1969 bis 1996 bestand und vor allem Rockmusik und Jazzrock, später auch Ambient, Jazz und Alternative vermarktete.

## Geschichte
Gründer und ursprüngliche Betreiber der Firma waren David Enthoven (1944–2016) und John Gaydon (* 1944), deren Initialen auch den Namen des Unternehmens bildeten. Die beiden waren zunächst die Manager von King Crimson. Sie gaben auch T. Rex, Emerson, Lake & Palmer und Roxy Music Management- und Plattenverträge. Gaydon verließ das Unternehmen 1971; Enthoven ging 1977. An ihre Stelle traten Sam Alder und Mark Fenwick, die das Label Editions E.G. ausbauten. Es verlegte nicht nur die Produktionen von David Bowie und Brian Eno, sondern auch Acts wie Penguin Cafe Orchestra, Killing Joke, Loose Tubes, Human Chain, Distict Six, Man Jumping, Harvey Mandel, Elan Sicroff, Earthworks oder U.K. Auch kamen nun Musiker wie Keith Tippett, Iain Ballamy, The Lounge Lizards, Tim Whitehead, Michael Nyman, Jon Hassell oder Harold Budd ins Visier.
Die Tonträger wurden bis 1974 durch Island Records vertrieben, dann (in Europa) durch Polydor. Für die USA wurden andere Vertriebswege aufgebaut. Nachdem sich Alder und Fenwick 1992 verspekulierten, konnten sie das Label nicht mehr halten; es kam zu Prozessen mit Künstlern wie Robert Fripp. E.G. wurde zunächst an Virgin Records verkauft und weiter betrieben, bis Virgin 1996 von der EMI-Gruppe übernommen wurde.